# Coelogyne holochila
Coelogyne holochila é uma espécie de orquídea epífita, família Orchidaceae, originária do Assam até Myanmar.